# Храм Білого Коня
Храм Білого Коня або Баймаси (кит. трад. 白馬寺, спр. 白马寺, піньїнь: Báimǎ Sì) — найстаріший буддійський храм у Китаї, що розташований приблизно за 12—13 км від міста Лоян в провінції Хенань. Це місце, яке послідовники Будди визнають палацом засновників, звідки почався розквіт буддизму в Китаї.

## Історія
Храмовий комплекс був побудований імператором Мін із династії Пізня Хань (29 -75 роки н. е.) і тут збереглася легенда про його заснування.

### Легенда про заснування
Згідно із записами книги «Хоу Ханьшу», імператор Мін побачив сон, у якому сяючий золотом Бог влетів у його палац. Імператор Мін попросив своїх радників роз'яснити його сон. Радник Фуй сказав: «8 квітня на 24-й рік царювання імператора Чжоу з династії Чжоу (971 рік до нашої ери) земля затремтіла і річки переповнилися водою. Вночі дивовижне світло променів п'яти кольорів спалахнув у західній частині неба». Імператорський історик Су зробив висновок, що це був знак народження великого святого в Західному краю.
«Святий прийде на землю рятувати людей від страждань і нещасть. Його вчення досягне нашої країни через 1000 років. Нині 1000 років минуло, і настав цей час. Я чув, що цей західний святий, шанобливо званий „Будда“. Тому він може бути тим „Буддою“, який наснився Вашій Величності», — сказав він.
Для того щоб зрозуміти Будду, імператор Мін послав експедицію з 12 осіб у західні області розшукати Будду і вивчати буддизм.
12 посланців імператора подолали величезні труднощі і небезпеки, і, нарешті, прибули в країну Тай Юечжі в західному регіоні, де у численних храмах був широко поширений буддизм. Там вони зібрали велику кількість буддистських священних писань і статуй, а також запросили старших тяньчжуйських ченців Ше Мотена і Чжоу Фаланя з Індії проповідувати буддизм у центральній рівнині (центральний Китай). На десятий рік правління імператора Мін-ді (67 рік н. е.), посланці повернулися в Лоян, у столицю династії Хань.
Імператор Мін був дуже задоволений і запросив двох старших ченців до себе в палац. Він радо запропонував їм зупинитися в Хуньглу Си — інституті Дипломатичного міністерства. Їм було доручено перекласти буддистські священні писання, які вони привезли.
Наступного року імператор Мін видав указ побудувати монастир за міськими воротами Лояна. «Си» спочатку означало уряд. Проте, оскільки ченці Ше Мотен і Чжоу Фалань, які першими поселилися в «Си», були іноземними гостями, їхньому новому будинку залишили попередню назву «Си», на знак благовоління. Відтоді китайський буддистський храм отримав назву «Си» китайською мовою. Крім того, оскільки всі буддистські священні писання й статуетки були привезені на білому коні, новий монастир отримав назву «Си» Білого коня, або Храм Білого Коня.
Два старші ченця, Ше Мотен і Чжоу Фалань, проповідували в Храмі Білого Коня і спільно завершили переклад 42 глав Сутри, першої китайської версії буддистських священних писань. Після того як Ше Мотен помер, Чжоу Фалань продовжував переводити священні тексти. Переклади священних писань зберігалися в Головному залі для відправлення культу. Було відзначено, що у період династії Північна Вей (386—534 роки), коли буддистські ченці поклонялися священним писанням, священна книга несподівано засяяла п'ятикольоровими вогнями та яскраво освітила Головний зал. Ще більш дивним було те, що в променях світла було видно образ Будди.

### Подальша історія
У період династії Тан, під час правління імператриці У Цзетянь (624—705 роки), Храм Білого Коня був дуже популярним, там проживало понад 1000 ченців. Однак храм був сильно пошкоджений під час повстання Ань Си (755—763 роки) і гонінь на буддизм за часів У-цзуна (840—846 роки) Пошкоджений Храм Білого Коня був виявлений пізніше тільки за залишками написів на каменях і руїнах. Пізніше храм відновлений і активно функціонував протягом століть: за часів правління імператора Тайцзу династії Сун (939—997 роки), імператора Чжу Хоуцуна династії Мін (1507—1567 роки) та імператора Сюаньє династії Цін (1662—1722 роки).

## Опис
Храм Білого Коня займає площу 57 216 кв м і включає понад 100 пагод. Головні зали розташовані уздовж центральної лінії з півдня на північ — Зал Небесних Королів, Зал Великого Будди, Зал Махавіра, Зал Ради і Майданчик Будди Міле. У центрі Головного залу Великого Будди є велика статуя Будди Шак'ямуні в оточенні своїх учнів — Джайве й Ананди, Манджушрі та Самантабхадра.
У південно-східному кутку зали висить відлитий з чавуну дзвін вагою 2,4 т, що відноситься до часів династії Мін. Кажуть, що під час прохолодних ночей і світанків, звук дзвону чути на десятки кілометрів навколо, і великий дзвін, що висить у східній частині комплексу в башті з годинником, міг резонувати з ним. Цю сцену описують так: «Звук дзвону відбивається від Палацу Будди і вражає духів пекла».
За Залою Великого Будди знаходиться Зала Махавіра, де Будда Шак'ямуні, Будда Амітабха і Будда Зцілитель оточені 18-ма архатами в різних позах. Ці статуї дорогоцінні, так як вони були створені талановитими майстрами з використанням шовку і конопель династії Юань (1271—1368 роки)
Далі розташований Зал Правителя і, нарешті, Зал Будди Міле. Зал Будди Міле був побудований одним з імператорів династії Тан, який поклонявся Будді Міле, Чистому Тілу Закону Будди Шак'ямуні, разом із Бодхисатвами Манчжушрі і Самантабхадра, які стоять з двох сторін. На монументі позаду майданчика викарбувані 42 розділи Сутри.
У південно-східних і південно-західних кутах Храму Білого Коня розташовані могили Ше Мотена і Чжоу Фаланя. Приблизно за 100 м на південний схід від Храму знаходиться башта заввишки 23,76 м із 13 рядами цегельної кладки, названа Вежею Ци Юнь. Інші назви — Вежа Цзяшеліта, Золота Квадратна Вежа, або Вежа Храму Білого Коня. Вона була побудована за часів династії Тан, зруйнована при династії Сун і відновлено під час династії Цінь (1115—1234 рр).
Найпопулярніші визначні пам'ятки Храму Білого Коня: тераса Чистоти і прохолоди, Опівнічний Дзвоник, Башта Ци Юнь, Гробниця Орхідеї, що в'ється, Пам'ятник розбитим Писанням і платформа палаючої Сутри.